# Grote Moskee van Ramla
De Grote Moskee van Ramla is een moskee in Ramla, in de staat Israël.

## Geschiedenis
De moskee werd oorspronkelijk gebouwd als kerk in de 12e eeuw. Tijdens de heerschappij van het Mammelukken Sultanaat Caïro werd de kerk in 1266 omgevormd tot een moskee. Een mihrab en een minaret werden aan het bouwwerk toegevoegd.

## Architectuur
De moskee bestaat uit drie parallelle hallen, een schip en twee transepten.

## Vervoer
De moskee is bereikbaar op loopafstand ten zuiden van Ramla Station van de Israëlische spoorwegen.